# Trumtornet i Xi'an
| Tornet från nordväst. |  | Kvällsvy. |
| Tornet från nordväst. |  | Kvällsvy. |

Trumtornet i Xi'an (kinesiska: 西安鼓楼) ligger i hjärtat av staden och utgör tillsammans med klocktornet en symbol för staden. Trumtornet uppfördes 1380 under den tidiga Mingdynastin och reser sig över centrala Xi'an.
Trumtornet har fått sitt namn efter den enorma trumman som finns i byggnaden. På denna trumma slogs det i skymningen varje dag för att markera dagens slut. På motsvarande sätt slogs det på klockan i klocktornet varje gryning.
I trumtornet finns åtskilliga trummor utställda, en del flera tusen år gamla. Flera trummor har välgångssymboler i form av konstnärlig kinesisk kalligrafi.